# Remigny (Aisne)
Remigny és un municipi francès situat al departament de l'Aisne i a la regió dels Alts de França. L'any 2007 tenia 347 habitants.

## Demografia

### Població
El 2007 la població de fet de Remigny era de 347 persones. Hi havia 132 famílies de les quals 24 eren unipersonals (8 homes vivint sols i 16 dones vivint soles), 56 parelles sense fills, 48 parelles amb fills i 4 famílies monoparentals amb fills.
La població ha evolucionat segons el següent gràfic:
Habitants censats

### Habitatges
El 2007 hi havia 156 habitatges, 135 eren l'habitatge principal de la família, 9 eren segones residències i 12 estaven desocupats. Tots els 156 habitatges eren cases. Dels 135 habitatges principals, 95 estaven ocupats pels seus propietaris, 37 estaven llogats i ocupats pels llogaters i 2 estaven cedits a títol gratuït; 3 tenien dues cambres, 13 en tenien tres, 47 en tenien quatre i 71 en tenien cinc o més. 126 habitatges disposaven pel capbaix d'una plaça de pàrquing. A 64 habitatges hi havia un automòbil i a 60 n'hi havia dos o més.

### Piràmide de població
La piràmide de població per edats i sexe el 2009 era:
| Homes | Edats   | Dones |
| ----- | ------- | ----- |
| 0     | 95 o +  | 0     |
| 0     | 90 a 94 | 4     |
| 0     | 85 a 89 | 4     |
| 0     | 80 a 84 | 0     |
| 8     | 75 a 79 | 12    |
| 12    | 70 a 74 | 12    |
| 0     | 65 a 69 | 16    |
| 0     | 60 a 64 | 8     |
| 0     | 55 a 59 | 0     |
| 12    | 50 a 54 | 0     |
| 20    | 45 a 49 | 12    |
| 16    | 40 a 44 | 28    |
| 12    | 35 a 39 | 0     |
| 16    | 30 a 34 | 12    |
| 20    | 25 a 29 | 24    |
| 4     | 20 a 24 | 8     |
| 8     | 15 a 19 | 8     |
| 12    | 10 a 14 | 20    |
| 4     | 5 a 9   | 8     |
| 16    | 0 a 4   | 0     |

## Economia
El 2007 la població en edat de treballar era de 227 persones, 159 eren actives i 68 eren inactives. De les 159 persones actives 148 estaven ocupades (88 homes i 60 dones) i 11 estaven aturades (5 homes i 6 dones). De les 68 persones inactives 13 estaven jubilades, 21 estaven estudiant i 34 estaven classificades com a «altres inactius».

### Ingressos
El 2009 a Remigny hi havia 135 unitats fiscals que integraven 361 persones, la mediana anual d'ingressos fiscals per persona era de 16.813 €.

### Activitats econòmiques
Dels 5 establiments que hi havia el 2007, 1 era d'una empresa de comerç i reparació d'automòbils, 1 d'una empresa immobiliària i 3 d'empreses classificades com a «altres activitats de serveis».
Dels 2 establiments de servei als particulars que hi havia el 2009, 1 era una perruqueria i 1 agència immobiliària.
L'any 2000 a Remigny hi havia 7 explotacions agrícoles que ocupaven un total de 736 hectàrees.

## Poblacions més properes
El següent diagrama mostra les poblacions més properes.